# トゥ・リブ・フォーエバー
『トゥ・リブ・フォーエバー』（To Live Forever）は、タロットのアルバム第3作目。1993年発表。今作よりキーボーディストのJanne Tolsaが加入し、よりヘヴィで洗練されたサウンドになった。
原題 To Live Forever は、ジャック・ヴァンスの同名作品に由来する。

## 収録曲
1. ドゥ・ユー・ワナ・リブ・フォーエバー Do You Wanna Live Forever
2. カラー・オブ・ユア・ブラッド The Colour of Your Blood
3. インビジブル・ハンド The Invisible Hand
4. リブ・ハード・ダイ・ハード Live Hard Die Hard
5. サンクン・グレイブス Sunken Graves
6. チョウズン The Chosen
7. ボーン・イントゥ・ザ・フレーム Born Into the Flame
8. イン・マイ・ブラッド In My Blood
9. ティアーズ・オブ・スティール Tears of Steel
10. マイ・エンスレイバー My Enslaver
11. シェーム Shame
12. アイアン・スターズ Iron Stars
13. チルドレン・オブ・ザ・グレイブ Children of the Grave (Black Sabbath cover)
14. ガーディアン・エンジェル Guardian Angel

## 参加ミュージシャン
- Marco Hietala - ベース、ボーカル
- Zachary Hietala - ギター
- Janne Tolska - キーボード
- Pecu Cinnari - ドラムス
- Jouni Markkanen - バッキング・ボーカル
- Jukka Oja - バッキング・ボーカル
- Mika Laine - ギター